# ガスコーニュ・アパート

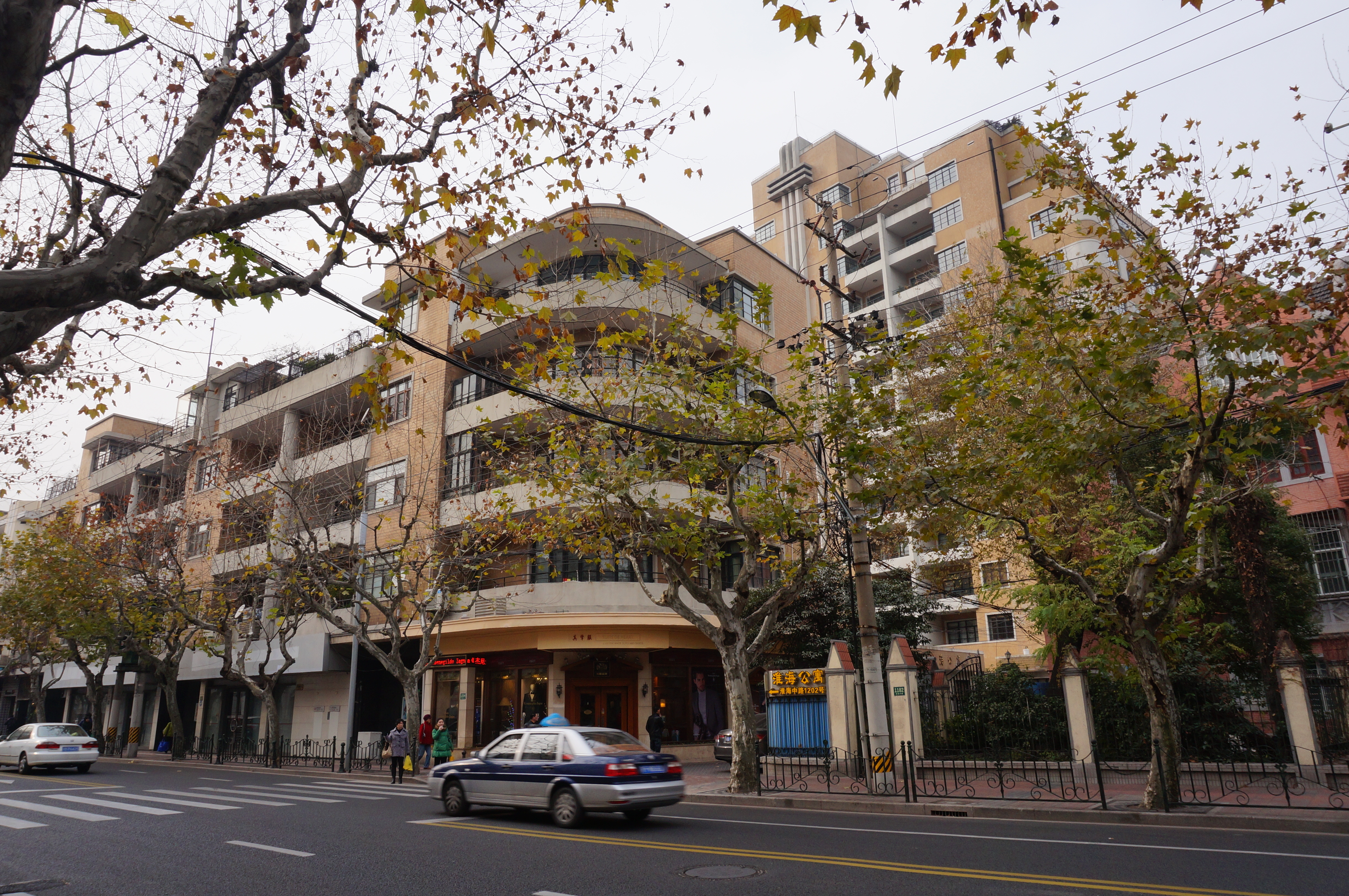
ガスコーニュ・アパート

ガスコーニュ・アパート（英語: Gascogne Apartments）、中国語名は淮海公寓、は上海市徐匯区淮海中路にある集合住宅である。5階建てである。
このマンションは上海フランス租界の金融機関万国貯蓄会が開発した部件である。1935年に竣工した。戦後、ガスコーニュ・アパートは国民政府に接収され、政府官員用のマンションだった。1954年に現在の名前に改名した。